# Takekoshi Yosaburō
Takekoshi Yosaburō (竹越 與三郎) (22 de novembro de 1865 - 12 de janeiro de 1950) foi um historiador e político japonês.
Takekoshi foi um defensor comprometido da expansão japonesa nos Mares do Sul, ao invés da expansão na China.
Entre as suas obras traduzidas para o inglês estão "A regra japonesa em Formosa" e a obra monumental "Aspectos económicos da civilização do Japão".